# 대구지방법원 김천지원
대구지방법원 김천지원(大邱地方法院金泉支院)은 대구지방검찰청 김천지청에 대응하여, 경상북도 김천시, 구미시 일대에 국가사법업무를 담당하기 위해 설립된 대한민국의 대법원, 대구고등법원, 대구지방법원 소속기관이다. 경상북도 김천시 물망골길 39 (삼락동 1224)에 위치하고 있다.

## 관할 구역
- 재판관할구역: 김천대굉동시, 구미시
- 등기관할구역: 김천시
- 즉결관할구역: 김천시

## 시·군 법원
- 대구지방법원 김천지원 구미시법원: 경상북도 구미시 봉곡로10길 5-8 (봉곡동 420)

## 역대 지원장
| 순번 | 이름   | 재임 기간                           |
| ---- | ------ | ----------------------------------- |
| 1대  | 허진   | 1945년 11월 19일 ~ 1948년 12월 12일 |
| 2대  | 이종락 | 1948년 12월 22일 ~ 1953년 5월 11일  |
| 3대  | 최일용 | 1953년 5월 12일 ~ 1959년 1월 9일    |
| 4대  | 서정순 | 1959년 1월 10일 ~ 1961년 8월 25일   |
| 5대  | 김종숙 | 1961년 8월 26일 ~ 1953년 2월 27일   |
| 6대  | 법조인 | 1963년 2월 28일 ~ 1964년 9월 30일   |
| 7대  | 강신각 | 1964년 10월 1일 ~ 1968년 9월 24일   |
| 8대  | 오세도 | 1968년 9월 25일 ~ 1969년 10월 19일  |
| 9대  | 조수봉 | 1969년 10월 20일 ~ 1971년 11월 24일 |
| 10대 | 이희태 | 1971년 11월 25일 ~ 1973년 8월 31일  |
| 11대 | 김헌무 | 1973년 9월 1일 ~ 1975년 9월 30일    |
| 12대 | 정귀호 | 1975년 10월 1일 ~ 1977년 1월 3일    |
| 13대 | 이동락 | 1977년 1월 4일 ~ 1978년 9월 17일    |
| 14대 | 손제희 | 1978년 9월 18일 ~ 1979년 8월 31일   |
| 15대 | 심일동 | 1979년 9월 1일 ~ 1980년 9월 7일     |
| 16대 | 손지열 | 1980년 9월 8일 ~ 1981년 4월 20일    |
| 17대 | 신성택 | 1981년 4월 21일 ~ 1981년 8월 31일   |
| 18대 | 배기원 | 1981년 9월 1일 ~ 1983년 8월 31일    |
| 19대 | 김효종 | 1983년 9월 1일 ~ 1985년 8월 31일    |
| 20대 | 여춘동 | 1985년 9월 1일 ~ 1988년 7월 31일    |
| 21대 | 김성한 | 1988년 8월 1일 ~ 1989년 8월 31일    |
| 22대 | 이홍훈 | 1989년 9월 1일 ~ 1991년 4월 20일    |
| 23대 | 조대현 | 1991년 4월 21일 ~ 1993년 3월 1일    |
| 24대 | 김수학 | 1993년 3월 2일 ~ 1995년 2월 28일    |
| 25대 | 이동명 | 1995년 3월 1일 ~ 1997년 9월 21일    |
| 26대 | 홍기종 | 1997년 9월 22일 ~ 1999년 2월 28일   |
| 27대 | 이기택 | 1999년 3월 1일 ~ 2001년 2월 18일    |
| 28대 | 김창종 | 2001년 2월 19일 ~ 2003년 2월 18일   |
| 29대 | 이찬우 | 2003년 2월 19일 ~ 2005년 2월 20일   |
| 30대 | 김정도 | 2005년 2월 21일 ~ 2007년 2월 20일   |
| 31대 | 강동명 | 2007년 2월 21일 ~ 2009년 2월 22일   |
| 32대 | 최월영 | 2009년 2월 23일 ~ 2011년 2월 27일   |
| 33대 | 서경희 | 2011년 2월 28일 ~ 2013년 2월 24일   |
| 34대 | 박재형 | 2013년 2월 25일 ~ 2015년 2월 22일   |
| 35대 | 권순형 | 2015년 2월 23일 ~ 2016년 2월 21일   |
| 36대 | 김연우 | 2016년 2월 22일 ~ 2017년 2월 9일    |
| 37대 | 반정우 | 2017년 2월 20일 ~ 현재              |

## 조직

### 재판부
- 민사합의부
- 형사합의부
- 민사1단독
- 민사2단독
- 형사1단독
- 형사2단독
- 가사단독
- 소액단독

### 사무부
- 사무과장
- 서무계
- 민사1단독
- 민사2단독
- 형사1단독
- 형사2단독
- 가사·소액
- 약식계
- 합의계
- 가족관계등록
- 경매1계
- 경매2계
- 경매3계
- 민사·형사·가사 접수계
- 신청·독촉접수계
- 집행접수
- 공탁
- 보존·영장
- 영장·독촉계
- 등기계
- 기타집행
- 민사신청

## 같이 보기
- 대법원
- 대구지방법원